# Austroterpna idiographa
Austroterpna idiographa là một loài bướm đêm trong họ Geometridae.